# National Basketball Association
De in 1946 in de Verenigde Staten opgerichte National Basketball Association of kortweg NBA is de organisator van de meest prestigieuze basketbalcompetitie ter wereld en een van de vier grote sportliga's in Noord-Amerika. In de NBA speelt ook één team uit Canada, de Toronto Raptors.

## Geschiedenis
- In 1946 bestond Basketball Assocation of America (BAA) uit 11 teams in twee divisies: Boston Celtics, Chicago Stags, Cleveland Cavs, Detroit Falcons, New York Knickerbockers, Philadelphia Warriors, Pittsburgh Ironmen, Providence Steamrollers, St Louis Bombers, Toronto Huskies en Washington Capitols. De regels waren eenvoudig maar er was 1 regel die alles veranderde, dat was dat ze 2 passen mochten zetten bij de lay-up, bij de lay-back, of bij het dunken.
- In 1947 sloten de Baltimore Bullets zich aan bij de BAA. Vier teams verlieten de BAA: Cleveland Rebels, Detroit Falcons, Pittsburgh Ironmen en Toronto Huskies (8 teams, 2 divisies).
- In 1948 werden vier teams van de National Basketball League (NBL) toegevoegd aan de BAA: Ft Wayne Pistons, Indianapolis Jets, Minneapolis Lakers en Rochester Royals (12 teams, 2 divisies).
- 1949 is het jaar waarin de BAA werd omgedoopt tot de National Basketball Association (NBA). De zes overblijvende NBL-teams - Anderson (IN) Packers, Denver Nuggets, Indianapolis Olympians, Sheboygan (WI) Redskins, Syracuse Nationals, Tri-Cities Blackhawks en Waterloo (IA) Hawks - sloten zich aan bij de NBA, samen met de Indianapolis Olympians. De Providence Steamrollers en Indianapolis Jets verlieten de NBA (17 teams, 3 divisies).
- In 1950 verlieten zes teams de NBA: Anderson Packers, Chicago Stags, Denver Nuggets, Sheboygan Redskins, St Louis Bombers en Waterloo Hawks (11 teams, 2 divisies).
- In 1951 verhuisden de Tri-Cities Blackhawks (die hun thuiswedstrijden afwisselend in Moline en Rock Island (IL) speelden) en Davenport (IA) naar Milwaukee en veranderen hun naam in Hawks. De Washington Capitols hielden op te bestaan voor het einde van het seizoen 1950-51 (10 teams, 2 divisies).
- In 1953 verlieten de Indianapolis Olympians de NBA en in 1954 ook de Baltimore Bullets (8 teams, 3 divisies).
- De Milwaukee Hawks verhuisden in 1955 naar St Louis. In 1957 verhuisden de Ft Wayne Pistons naar Detroit en de Rochester Royals verhuisden naar Cincinnati. De Minneapolis Lakers verhuisden in 1960 naar Los Angeles.
- In 1961 vervoegden de Chicago Packers zich bij de NBA (9 teams, 2 divisies) en het jaar daarna werden ze omgedoopt tot Zephyrs. De Philadelphia Warriors verhuisden naar San Francisco.
- In 1963 verhuisden de Chicago Zephyrs naar Baltimore en werden omgedoopt tot Bullets; de Syracuse Nationals verhuisden naar Philadelphia en werden omgedoopt tot 76ers.
- De Chicago Bulls vervoegden in 1966 de NBA, een jaar later kwamen ook de San Diego Rockets en de Seattle SuperSonics erbij, en in 1968 werden de Milwaukee Bucks en de Phoenix Suns toegevoegd (14 teams, 2 divisies). De St Louis Hawks verhuisden naar Atlanta. In 1970 kwamen ook de Buffalo Braves, Cleveland Cavaliers en Portland Trail Blazers bij de NBA (17 teams, 4 divisies).
- In 1971 verhuisden de San Diego Rockets naar Houston; San Francisco Warriors verhuisden naar Oakland en werden de Golden State Warriors. De Cincinnati Royals verhuisden in 1972 naar het midwesten, speelden afwisselend hun thuiswedstrijden in Kansas City (MO) en in Omaha (NE) en werden de Kings. In 1973 verhuisden de Baltimore Bullets naar Landover (MD) en werden omgedoopt tot Capital Bullets.
- De New Orleans Jazz sloten zich in 1974 aan bij de NBA (18 teams, 4 divisies). De Capital Bullets werden omgedoopt tot Washington Bullets. In 1975 vestigden de KC-Omaha Kings zich in Kansas City.
- In 1976 werd de ABA ontbonden, en vier overblijvende teams ervan sloten zich aan bij de NBA: Denver Nuggets, Indiana Pacers, New York Nets en San Antonio Spurs (22 teams, 4 divisies).
- 1977: De New York Nets verhuisden van Uniondale (NY) naar Piscataway (NJ) (later East Rutherford) en werden omgedoopt tot New Jersey Nets. De Buffalo Braves verhuisden in 1978 naar San Diego en werden Clippers, en in 1979 verhuisden de New Orleans Jazz naar Salt Lake City en werden Utah Jazz.
- 1980: De Dallas Mavericks kwamen zich bij de NBA vervoegen (23 teams, 4 divisies).
- De San Diego Clippers verhuisden in 1984 naar Los Angeles, de Kansas City Kings in 1985 naar Sacramento.
- In 1988 kwamen de Charlotte Hornets en Miami Heat bij de NBA en in 1989 ook de Minnesota Timberwolves en Orlando Magic. Met de Toronto Raptors en de Vancouver Grizzlies kwamen er in 1995 nog twee Canadese teams bij (29 teams, 4 divisies). De Vancouver Grizzlies verhuisden ondertussen naar Memphis en werden zo de Memphis Grizzlies.
- In 1996 bestond de NBA 50 jaar, ter ere hiervan koos een panel de 50 grootste spelers uit de NBA-historie: The 50 Greatest Players in NBA History.
- In 1997 werden de Washington Bullets omgedoopt tot Washington Wizards.
- 2002: De Charlotte Hornets verhuisden naar New Orleans en werden de New Orleans Hornets.
- 2004: De NBA werd uitgebreid tot 30 ploegen met de oprichting van de Charlotte Bobcats. Vanaf nu werd de NBA verdeeld in 6 divisies van 5 ploegen.
- 2006: Aan het begin van het seizoen 2006-2007 werd een nieuwe bal ingevoerd, maar door slechte kritieken van de spelers werd er uiteindelijk teruggegrepen naar de oude bal op 1 januari 2007.
- 2008: De Seattle Supersonics verhuisden naar Oklahoma City en werden de Oklahoma City Thunder.
- 2012: De New Jersey Nets verhuisden naar Brooklyn en werden de Brooklyn Nets.
- 2013: De New Orleans Hornets worden omgedoopt tot de New Orleans Pelicans
- 2014: De Charlotte Bobcats worden omgedoopt tot de Charlotte Hornets
- 2019: De Toronto Raptors worden als eerste niet-Amerikaans team kampioen.

## Competitieopzet

### Reguliere seizoen
De NBA is een gesloten competitie die momenteel bestaat uit 30 teams die zijn verdeeld in een "Western Conference" en "Eastern Conference". Elke Conference is op zijn beurt onderverdeeld in drie Divisions van elk vijf teams: de Atlantic, Central en Southeast Division in de Eastern Conference en de Northwest, Pacific en Southwest Division in de Western Conference. In de reguliere competitie, die start in de eerste week van november, speelt elk team 82 wedstrijden. Ieder team speelt minstens tweemaal tegen elk ander team (eenmaal thuis en eenmaal uit); tegen teams uit de eigen division wordt vier keer gespeeld en tegen de teams in de andere twee divisies in dezelfde Conference drie of vier keer, zodanig dat het totaal aantal wedstrijden 82 is.

### Play-offs
Na de reguliere competitie strijden de acht beste teams van elke Conference (de drie divisiewinnaars en de vijf beste andere teams) in de play-offs om de eindoverwinning. Elk team strijdt tijdens deze reguliere competitie om het beste resultaat (ook wel 'record'). Het team met het beste record heeft tijdens de gehele play-offs (zie onder) het zogenaamde thuisvoordeel. Dit wil zeggen dat, wanneer er een zevende en beslissende wedstrijd moet worden gespeeld, dit in de stad/het stadion zal zijn van het team met het thuisvoordeel. De eerste vier teams per conference hebben thuisvoordeel. De eerste twee wedstrijden worden dan altijd thuis afgewerkt, daarna wisselt het (zie hieronder voor uitleg over het speelschema).

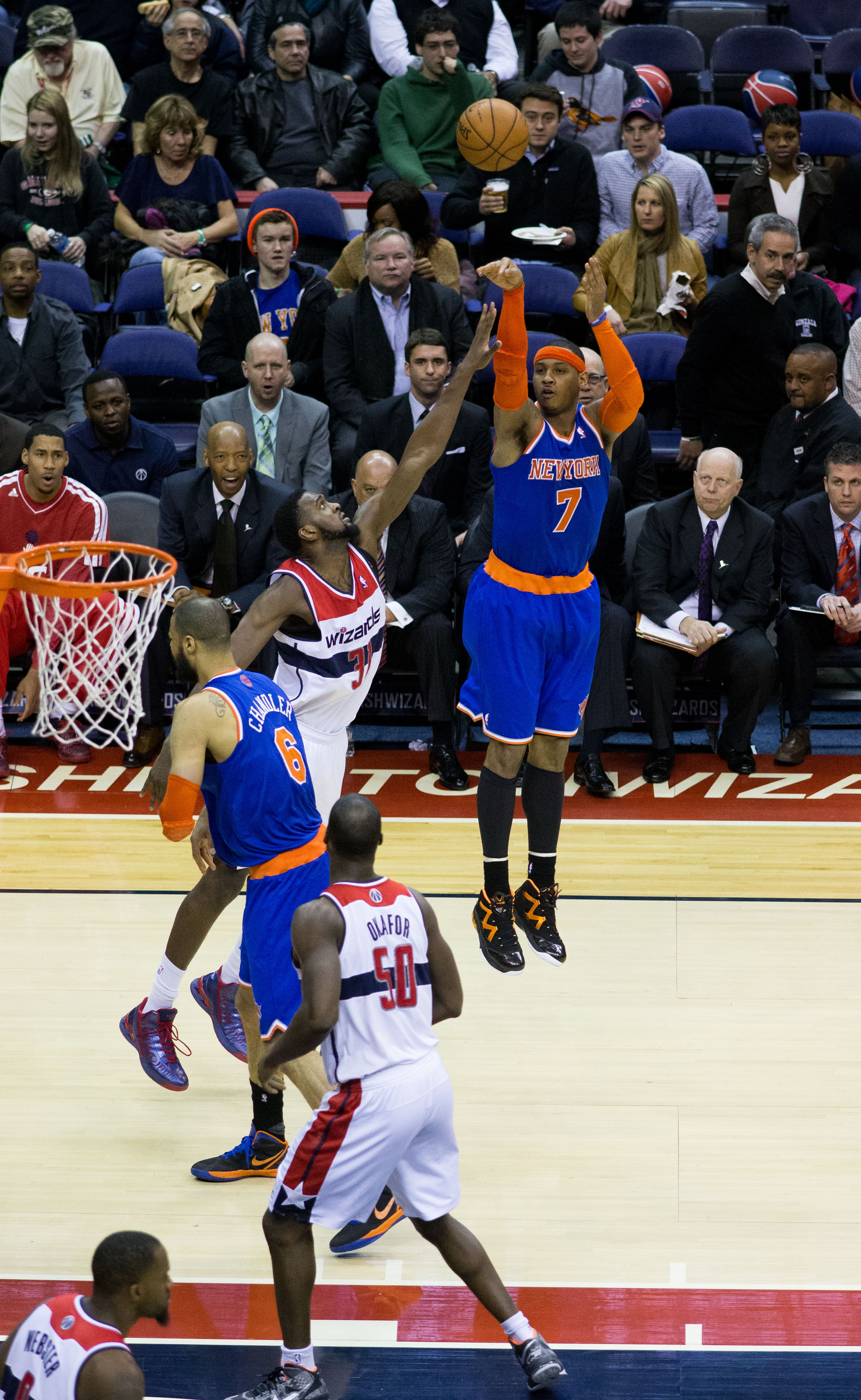
New York tegen Washington in 2013

Verder is er ook een teamschema. Het eerstgeplaatste team speelt tegen het achtste (en laagstgeplaatste) team, de nr. 2 speelt tegen nr. 7, nr. 3 tegen nr. 6 en de nr. 4 tegen de nr. 5. Het gebeurt zeer zelden dat een laagstgeplaatst team van het eerstgeplaatste team wint. In de geschiedenis is dit slechts vijf keer gebeurd, voor het laatst in 2012. De Chicago Bulls, het beste team tijdens het reguliere seizoen in de eastern conference, verloren toen in de eerste ronde van de play-offs van de Philadelphia 76’ers. In een eerste ronde is het belangrijk om thuiswedstrijden te winnen. Zodra één thuiswedstrijd verloren gaat, verliest een team ook direct zijn thuisvoordeel. Dit was bij de Bulls niet zo: ze wonnen hun eerste van twee thuiswedstrijden met 91-103, daarna wonnen de 76ers 3 wedstrijden waarna de Bulls de vijfde wedstrijd won. De zesde en laatste wedstrijd werd door de 76ers gewonnen met 78-79. Hierdoor kwamen ze op een 4-2-voorsprong en gingen dus door naar de volgende ronde
De play-offs, die beginnen in april, volgen een systeem van rechtstreekse uitschakeling, waarbij elke ronde bestaat uit een "best of seven"-serie; dat wil zeggen het team dat het eerst vier wedstrijden wint, gaat door naar de volgende ronde; het andere team is uitgeschakeld. De wedstrijden worden afwisselend op het veld van het ene en het andere team gespeeld, in de volgorde "2-2-1-1-1" (eerst speelt men twee wedstrijden op het ene veld, dan twee op het andere enz.). De twee teams die na drie ronden overblijven, een uit elke Conference, spelen in juni dan de NBA Finals. In deze serie was de spelvolgorde "2-3-2" in de periode van 1985 tot en met 2013. Vanaf 2014 wordt het format van "2-2-1-1-1" ook in de NBA Finals toegepast.
De winnaar van de NBA Finals wordt door de Amerikanen zelf als "World Champion" bestempeld.

## Teams

### Eastern Conference
| Divisie   | Team                | Stad                       | Teamkleuren                     | Stadion                    | Opgericht |
| --------- | ------------------- | -------------------------- | ------------------------------- | -------------------------- | --------- |
| Atlantic  | Boston Celtics      | Boston, Massachusetts      | Groen, Wit                      | TD Garden                  | 1946      |
| Atlantic  | Brooklyn Nets       | New York, New York         | Zwart, Wit                      | Barclays Center            | 2012*     |
| Atlantic  | New York Knicks     | New York, New York         | Oranje, Blauw, Zwart, Wit       | Madison Square Garden      | 1946      |
| Atlantic  | Philadelphia 76ers  | Philadelphia, Pennsylvania | Zwart, Rood, Goud, Blauw        | Wells Fargo Center         | 1939*     |
| Atlantic  | Toronto Raptors     | Toronto, Ontario           | Rood, Zwart, Wit, Paars         | Scotiabank Arena           | 1995      |
| Central   | Chicago Bulls       | Chicago, Illinois          | Rood, Zwart, Wit                | United Center              | 1966      |
| Central   | Cleveland Cavaliers | Cleveland, Ohio            | Bordeauxrood, Goud, Donkerblauw | Rocket Mortgage FieldHouse | 1970      |
| Central   | Detroit Pistons     | Auburn Hills, Michigan     | Rood, Wit, Blauw                | Little Caesars Arena       | 1941*     |
| Central   | Indiana Pacers      | Indianapolis, Indiana      | Marineblauw, Geel, Grijs        | Gainbridge Fieldhouse      | 1967      |
| Central   | Milwaukee Bucks     | Milwaukee, Wisconsin       | Groen, Rood, Zilver             | Fiserv Forum               | 1968      |
| Southeast | Atlanta Hawks       | Atlanta, Georgia           | Rood, Zwart, Geel               | State Farm Arena           | 1946*     |
| Southeast | Charlotte Hornets   | Charlotte, North Carolina  | Oranje, Blauw, Zwart, Zilver    | Spectrum Center            | 2004      |
| Southeast | Miami Heat          | Miami, Florida             | Zwart, Rood, Wit                | Kaseya Center              | 1988      |
| Southeast | Orlando Magic       | Orlando, Florida           | Blauw, Zwart, Zilver            | Amway Center               | 1989      |
| Southeast | Washington Wizards  | Washington                 | Blauw, Rood, Wit                | Capital One Arena          | 1961*     |

### Western Conference
| Divisie   | Team                   | Stad                      | Teamkleuren                                 | Stadion                    | Opgericht |
| --------- | ---------------------- | ------------------------- | ------------------------------------------- | -------------------------- | --------- |
| Southwest | Dallas Mavericks       | Dallas, Texas             | Marineblauw, Koninklijkblauw, Zilver, Groen | American Airlines Center   | 1980      |
| Southwest | Houston Rockets        | Houston, Texas            | Rood, Wit, Zilver                           | Toyota Center              | 1967*     |
| Southwest | Memphis Grizzlies      | Memphis, Tennessee        | Marineblauw, Lichtblauw, Grijsblauw, Goud   | FedEx Forum                | 1995*     |
| Southwest | New Orleans Pelicans   | New Orleans, Louisiana    | Teal, Paars, Goud                           | Smoothie King Center       | 1988*     |
| Southwest | San Antonio Spurs      | San Antonio, Texas        | Zwart, Zilver                               | AT&T Center                | 1967*     |
| Northwest | Denver Nuggets         | Denver, Colorado          | Lichtblauw, Goud, Kobaltblauw               | Pepsi Center               | 1967      |
| Northwest | Minnesota Timberwolves | Minneapolis, Minnesota    | Blauw, Zwart, Zilver, Groen                 | Target Center              | 1989      |
| Northwest | Portland Trail Blazers | Portland, Oregon          | Zwart, Rood, Zilver                         | Moda Center                | 1970      |
| Northwest | Oklahoma City Thunder  | Oklahoma City, Oklahoma   | Blauw, Wit, Oranje                          | Chesapeake Energy Arena    | 1967*     |
| Northwest | Utah Jazz              | Salt Lake City, Utah      | Marineblauw, Lichthemelsblauw, Zilver       | Vivint Smart Home Arena    | 1974*     |
| Pacific   | Golden State Warriors  | San Francisco, Californië | Marineblauw, Wit, Goud                      | Chase Center               | 1946*     |
| Pacific   | Los Angeles Clippers   | Los Angeles, Californië   | Rood, Blauw, Wit                            | Staples Center             | 1970*     |
| Pacific   | Los Angeles Lakers     | Los Angeles, Californië   | Paars, Goud, Wit                            | Staples Center             | 1946*     |
| Pacific   | Phoenix Suns           | Phoenix, Arizona          | Paars, Oranje, Grijs                        | Talking Stick Resort Arena | 1968      |
| Pacific   | Sacramento Kings       | Sacramento, Californië    | Paars, Zwart, Zilver, Wit, Goud             | Golden 1 Center            | 1945*     |

Noten:
- Een asterisk (*) geeft een teamverhuizing aan
- De Fort Wayne Pistons, Minneapolis Lakers en Rochester Royals kwamen alle in 1948 van de NBL over.
- De Syracuse Nationals en Tri-Cities Blackhawks kwamen in 1949 in de NBA na de fusie van BAA en NBL.
- De Indiana Pacers, New York Nets, San Antonio Spurs, en Denver Nuggets kwamen alle in 1976 in de NBA na de NBA-ABA-fusie.
- Als gevolg van schade veroorzaakt door de orkaan Katrina, speelden de New Orleans Hornets de meeste van hun thuiswedstrijden in 2005-06 en 2006-07 in Oklahoma City.

## Kampioenen
| Jaar | Winnend team           | Eindstand (gewonnen-verloren) | Verliezend team        |
| ---- | ---------------------- | ----------------------------- | ---------------------- |
| 1947 | Philadelphia Warriors  | 4–1                           | Chicago Stags          |
| 1948 | Baltimore Bullets      | 4–2                           | Philadelphia Warriors  |
| 1949 | Minneapolis Lakers     | 4–2                           | Washington Capitols    |
| 1950 | Minneapolis Lakers     | 4–2                           | Syracuse Nationals     |
| 1951 | Rochester Royals       | 4–3                           | New York Knicks        |
| 1952 | Minneapolis Lakers     | 4–3                           | New York Knicks        |
| 1953 | Minneapolis Lakers     | 4–1                           | New York Knicks        |
| 1954 | Minneapolis Lakers     | 4–3                           | Syracuse Nationals     |
| 1955 | Syracuse Nationals     | 4–3                           | Ft. Wayne Pistons      |
| 1956 | Philadelphia Warriors  | 4–1                           | Ft. Wayne Pistons      |
| 1957 | Boston Celtics         | 4–3                           | St. Louis Hawks        |
| 1958 | St. Louis Hawks        | 4–2                           | Boston Celtics         |
| 1959 | Boston Celtics         | 4–0                           | Minneapolis Lakers     |
| 1960 | Boston Celtics         | 4–3                           | St. Louis Hawks        |
| 1961 | Boston Celtics         | 4–1                           | St. Louis Hawks        |
| 1962 | Boston Celtics         | 4–3                           | Los Angeles Lakers     |
| 1963 | Boston Celtics         | 4–2                           | Los Angeles Lakers     |
| 1964 | Boston Celtics         | 4–1                           | San Francisco Warriors |
| 1965 | Boston Celtics         | 4–1                           | Los Angeles Lakers     |
| 1966 | Boston Celtics         | 4–3                           | Los Angeles Lakers     |
| 1967 | Philadelphia 76ers     | 4–2                           | San Francisco Warriors |
| 1968 | Boston Celtics         | 4–2                           | Los Angeles Lakers     |
| 1969 | Boston Celtics         | 4–3                           | Los Angeles Lakers     |
| 1970 | New York Knicks        | 4–3                           | Los Angeles Lakers     |
| 1971 | Milwaukee Bucks        | 4–0                           | Baltimore Bullets      |
| 1972 | Los Angeles Lakers     | 4–1                           | New York Knicks        |
| 1973 | New York Knicks        | 4–1                           | Los Angeles Lakers     |
| 1974 | Boston Celtics         | 4–3                           | Milwaukee Bucks        |
| 1975 | Golden State Warriors  | 4–0                           | Washington Bullets     |
| 1976 | Boston Celtics         | 4–2                           | Phoenix Suns           |
| 1977 | Portland Trail Blazers | 4–2                           | Philadelphia 76ers     |
| 1978 | Washington Bullets     | 4–3                           | Seattle SuperSonics    |
| 1979 | Seattle SuperSonics    | 4–1                           | Washington Bullets     |
| 1980 | Los Angeles Lakers     | 4–2                           | Philadelphia 76ers     |
| 1981 | Boston Celtics         | 4–2                           | Houston Rockets        |
| 1982 | Los Angeles Lakers     | 4–2                           | Philadelphia 76ers     |
| 1983 | Philadelphia 76ers     | 4–0                           | Los Angeles Lakers     |
| 1984 | Boston Celtics         | 4–3                           | Los Angeles Lakers     |
| 1985 | Los Angeles Lakers     | 4–2                           | Boston Celtics         |
| 1986 | Boston Celtics         | 4–2                           | Houston Rockets        |
| 1987 | Los Angeles Lakers     | 4–2                           | Boston Celtics         |
| 1988 | Los Angeles Lakers     | 4–3                           | Detroit Pistons        |
| 1989 | Detroit Pistons        | 4–0                           | Los Angeles Lakers     |
| 1990 | Detroit Pistons        | 4–1                           | Portland Trail Blazers |
| 1991 | Chicago Bulls          | 4–1                           | Los Angeles Lakers     |
| 1992 | Chicago Bulls          | 4–2                           | Portland Trail Blazers |
| 1993 | Chicago Bulls          | 4–2                           | Phoenix Suns           |
| 1994 | Houston Rockets        | 4–3                           | New York Knicks        |
| 1995 | Houston Rockets        | 4–0                           | Orlando Magic          |
| 1996 | Chicago Bulls          | 4–2                           | Seattle SuperSonics    |
| 1997 | Chicago Bulls          | 4–2                           | Utah Jazz              |
| 1998 | Chicago Bulls          | 4–2                           | Utah Jazz              |
| 1999 | San Antonio Spurs      | 4–1                           | New York Knicks        |
| 2000 | Los Angeles Lakers     | 4–2                           | Indiana Pacers         |
| 2001 | Los Angeles Lakers     | 4–1                           | Philadelphia 76ers     |
| 2002 | Los Angeles Lakers     | 4–0                           | New Jersey Nets        |
| 2003 | San Antonio Spurs      | 4–2                           | New Jersey Nets        |
| 2004 | Detroit Pistons        | 4–1                           | Los Angeles Lakers     |
| 2005 | San Antonio Spurs      | 4–3                           | Detroit Pistons        |
| 2006 | Miami Heat             | 4–2                           | Dallas Mavericks       |
| 2007 | San Antonio Spurs      | 4–0                           | Cleveland Cavaliers    |
| 2008 | Boston Celtics         | 4–2                           | Los Angeles Lakers     |
| 2009 | Los Angeles Lakers     | 4–1                           | Orlando Magic          |
| 2010 | Los Angeles Lakers     | 4–3                           | Boston Celtics         |
| 2011 | Dallas Mavericks       | 4–2                           | Miami Heat             |
| 2012 | Miami Heat             | 4–1                           | Oklahoma City Thunder  |
| 2013 | Miami Heat             | 4–3                           | San Antonio Spurs      |
| 2014 | San Antonio Spurs      | 4–1                           | Miami Heat             |
| 2015 | Golden State Warriors  | 4–2                           | Cleveland Cavaliers    |
| 2016 | Cleveland Cavaliers    | 4–3                           | Golden State Warriors  |
| 2017 | Golden State Warriors  | 4–1                           | Cleveland Cavaliers    |
| 2018 | Golden State Warriors  | 4–0                           | Cleveland Cavaliers    |
| 2019 | Toronto Raptors        | 4–2                           | Golden State Warriors  |
| 2020 | Los Angeles Lakers     | 4–2                           | Miami Heat             |
| 2021 | Milwaukee Bucks        | 4–2                           | Phoenix Suns           |
| 2022 | Golden State Warriors  | 4–2                           | Boston Celtics         |
| 2023 | Denver Nuggets         | 4–1                           | Miami Heat             |
| 2024 | Boston Celtics         | 4–1                           | Dallas Mavericks       |
| 2025 | Oklahoma City Thunder  | 4–3                           | Indiana Pacers         |

### Aantal NBA-titels
| Team                   | Kampioenschappen | Jaren |
| ---------------------- | ---------------- | --- |
| Boston Celtics         | 18               | 1957, 1959, 1960, 1961, 1962, 1963, 1964, 1965, 1966, 1968, 1969, 1974, 1976, 1981, 1984, 1986, 2008, 2024                                |
| Los Angeles Lakers     | 17               | 1949, 1950, 1952, 1953, 1954, 1972, 1980, 1982, 1985, 1987, 1988, 2000, 2001, 2002, 2009, 2010, 2020 (de eerste 5 als Minneapolis Lakers) |
| Golden State Warriors  | 7                | 1947, 1956, 1975, 2015, 2017, 2018, 2022 (de eerste 2 als Philadelphia Warriors)                                                          |
| Chicago Bulls          | 6                | 1991, 1992, 1993, 1996, 1997, 1998 |
| San Antonio Spurs      | 5                | 1999, 2003, 2005, 2007, 2014 |
| Detroit Pistons        | 3                | 1989, 1990, 2004 |
| Miami Heat             | 3                | 2006, 2012, 2013 |
| Philadelphia 76ers     | 3                | 1955, 1967, 1983 (de eerste als Syracuse Nationals)                                                                                       |
| New York Knicks        | 2                | 1970, 1973 |
| Houston Rockets        | 2                | 1994, 1995 |
| Milwaukee Bucks        | 2                | 1971, 2021 |
| Oklahoma City Thunder  | 2                | 1979, 2025 (eerste als Seattle SuperSonics)                                                                                               |
| Atlanta Hawks          | 1                | 1958 (als St. Louis Hawks) |
| Baltimore Bullets      | 1                | 1948 |
| Sacramento Kings       | 1                | 1951 (als Rochester Royals) |
| Portland Trail Blazers | 1                | 1977 |
| Washington Wizards     | 1                | 1978 (als Washington Bullets) |
| Dallas Mavericks       | 1                | 2011 |
| Cleveland Cavaliers    | 1                | 2016 |
| Toronto Raptors        | 1                | 2019 |
| Denver Nuggets         | 1                | 2023 |

## Individuele prijzen
In de NBA worden jaarlijks een aantal prijzen toegekend:
- De prijs voor meest waardevolle speler: de NBA Most Valuable Player Award
- De prijs voor meest waardevolle speler in de finale: de NBA Finals Most Valuable Player Award
- De prijs voor meest verbeterde speler: de NBA Most Improved Player Award
- De prijs voor beste verdediger: de NBA Defensive Player of the Year Award
- De prijs voor beste wisselspeler: de NBA Sixth Man of the Year Award
- De prijs voor beste nieuwkomer: de NBA Rookie of the Year Award
- De prijs voor sportiefste speler: de NBA Sportsmanship of the Year Award
- De prijs voor liefdadigheid: de J. Walter Kennedy Citizenship Award
- De prijs voor beste coach: de NBA Coach of the Year
- De prijs voor beste bestuurder: de NBA Executive of the Year Award
- De prijs voor beste hustler: NBA Hustle Award
- Een onderscheiding voor de beste spelers van het afgelopen jaar: All-NBA Team
- Een onderscheiding voor de beste verdedigers van het afgelopen jaar: NBA All-Defensive Team
- Een onderscheiding voor de beste nieuwkomers van het afgelopen jaar: NBA All-Rookie

## Bekende (voormalige) spelers
| - Kareem Abdul-Jabbar - Ray Allen - Charles Barkley (Dream Team) - Larry Bird (Dream Team) - Chris Bosh - Shawn Bradley - Kobe Bryant - Vince Carter - Wilt Chamberlain - Stephen Curry - Vlade Divac - Clyde Drexler (Dream Team) - Tim Duncan - Kevin Durant - Julius Erving - Patrick Ewing (Dream Team) | - Kevin Garnett - Pau Gasol - Elvin Hayes - Robert Horry - Kyrie Irving - Allen Iverson - LeBron James - Magic Johnson (Dream Team) - Michael Jordan (Dream Team) - Jason Kidd - Christian Laettner (Dream Team) - Karl Malone (Dream Team) - Moses Malone - Tracy McGrady - Reggie Miller - Yao Ming - Alonzo Mourning | - Chris Mullin (Dream Team) - Dikembe Mutombo - Steve Nash - Dirk Nowitzki - Hakeem Olajuwon - Shaquille O'Neal - Tony Parker - Robert Parish - Paul Pierce - Scottie Pippen (Dream Team) - David Robinson (Dream Team) - Dennis Rodman - Derrick Rose - Bill Russell - Rik Smits - John Stockton (Dream Team) - Dwyane Wade |

## Nederlandse NBA-spelers
Tot nu toe speelden negen Nederlanders in de NBA: Hank Beenders, Swen Nater, Rik Smits, Dan Gadzuric, Francisco Elson, Geert Hammink, Quinten Post, Malevy Leons en Jesse Edwards. 
Elson is ook de eerste en enige Nederlander die kampioen werd in de NBA, namelijk in 2007 met de San Antonio Spurs

## Belgische NBA-spelers
Tot op heden speelden er drie Belgen in de NBA : 
- Didier Mbenga. Hij werd tweemaal kampioen met de Los Angeles Lakers (2009 en 2010)

- Toumani Camara bij de Portland Trail Blazers (2023 en 2024)

- Ajay Mitchell bij de Oklahoma City Thunder waarmee hij kampioen werd in 2025 [1] (2024–heden).

De Fransman Tony Parker, speler bij de San Antonio Spurs en viervoudig kampioen (2003, 2005, 2007 en 2014) is in de Belgische stad Brugge geboren.